# RepRap Snappy
RepRap Snappy là một máy in 3D mô hình hóa lắng đọng nóng chảy nguồn mở, một phần của dự án RepRap, đây là máy in 3D tự sao chép nhiều nhất trên thế giới.
RepRap Snappy được thiết kế để giải quyết mục tiêu cốt lõi của dự án RepRap khi tạo ra một 'máy sản xuất tự nhân rộng đa dụng'. RepRap Snappy có thể tạo 73% các bộ phận riêng của nó theo thể tích với thiết kế giúp loại bỏ càng nhiều phần không in 3D càng tốt bao gồm đai và vòng bi được thay thế bằng hệ thống giá đỡ và bánh răng. Tên Snappy xuất phát từ việc sử dụng các đầu nối vừa vặn được sử dụng trên các bộ phận in nhỏ để tạo ra các miếng lớn hơn, cả hai đều cắt giảm việc sử dụng các bộ phận không in 3D và có nghĩa là khối lượng xây dựng nhỏ hơn cần thiết trên máy sản xuất các bộ phận. Các bộ phận không tự tái tạo duy nhất trên máy in là động cơ, thiết bị điện tử, bàn in bằng kính và một vòng bi 686, các bộ phận in 3D mất khoảng 150 giờ để tạo. RepRap Snappy đã nhận được một đề cập đáng kính trong Giải thưởng sản xuất cá nhân lớn của giải thưởng Uplift.